# Чёрчтаун (Дун-Лэаре-Ратдаун)

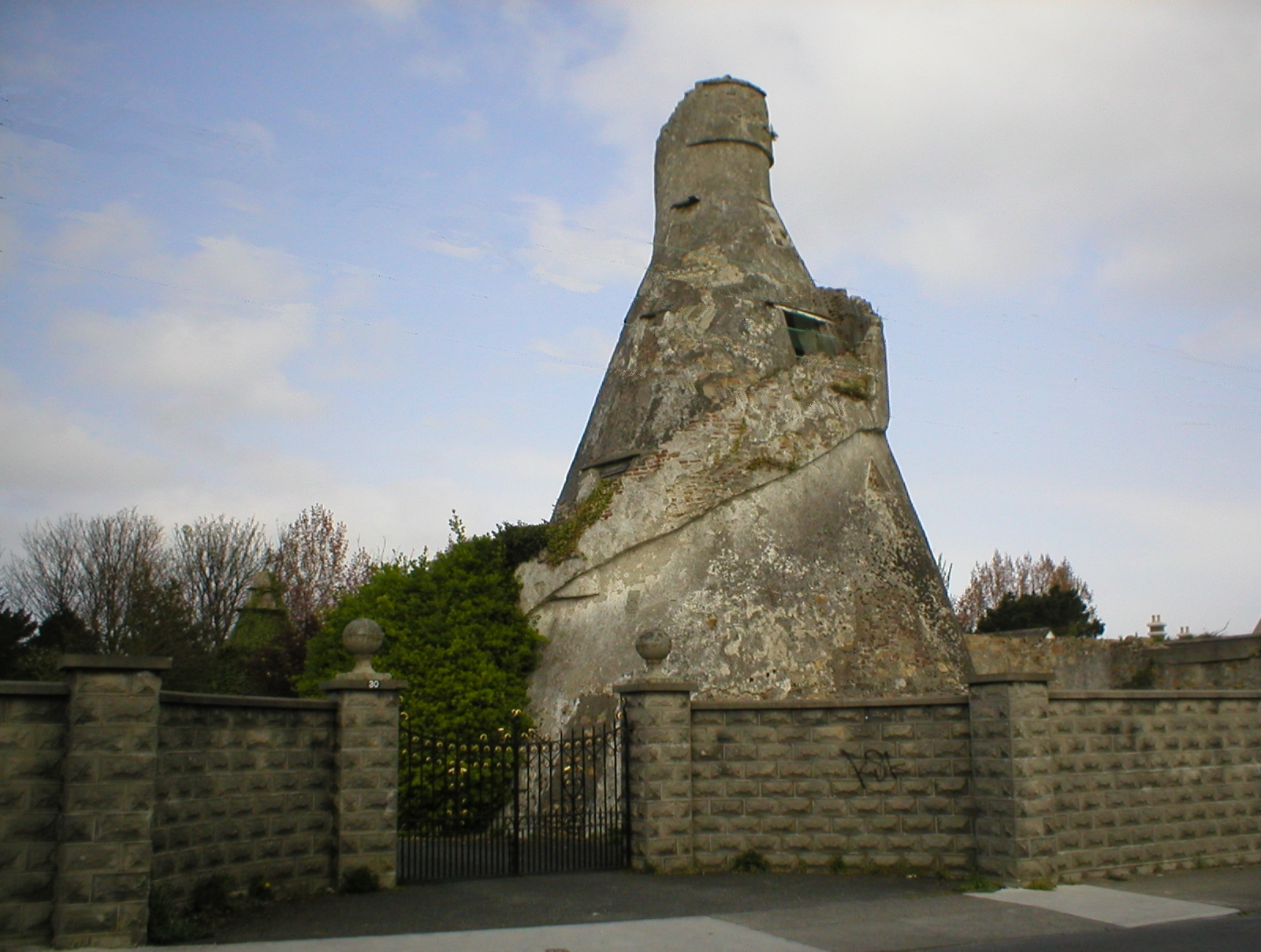
Бутылковая башня в Чёрчтауне

Чёрчтаун (англ. Churchtown; ирл. Baile an Teampaill) — пригород в Ирландии, находится в графстве Дун-Лэаре-Ратдаун (провинция Ленстер), в почтовом районе «Дублин 14».